# Автомагистрала А3 (Хърватия)
Автомагистрала А3 на Република Хърватия (на хърватски: Avtocesta A3 или Posavska autocesta; превод: Автомагистрала при река Сава) е транспортен коридор, който свързва словенската магистрала А2 със сръбската А3. Пътят е дълъг 306 км и преминава през по-голямата си част през историческата област Славония. Магистралата е разположена в близост до река Сава, от където произлиза и името ѝ. Тя е най-важната, в международен план, хърватска автомагистрала, тъй като е част от европейски път Е70. През 1979 година, в близост до Загреб, е открита първата отсечка от автомагистралата, като окончателното ѝ завършване е през 2006 г. с откриването на дяла след Жупаня.